# Kriegbaum
Die Emil Kriegbaum KG, auch Kriegbaum Unternehmensgruppe, war ein national tätiges, mittelständisches Handelsunternehmen in Familienbesitz aus Böblingen, der Kreisstadt des Landkreises Böblingen in Baden-Württemberg. Es wurde 1919 gegründet und 1998 an den Metro-Konzern verkauft.

## Geschichte
Am 25. September 1919 gründete der Kaufmann Emil Kriegbaum in Böblingen eine Großhandelsfirma für Lebensmittel und Kohlen. Nach seinem Tod im Jahr 1953 übernahm sein 27-jähriger Sohn Johannes die Unternehmensleitung. 1954 trat die Firma der freien Handelskette Fachring bei. 1959 ging in Böblingen ein neues und modernes Großhandelslager in Betrieb. Anfang der 1960er-Jahre setzte Johannes Kriegbaum mit dem ersten C&C-Markt schwedische und amerikanische Einflüsse erfolgreich um. Mit dem Böblinger multi-markt eröffnete Kriegbaum 1972 den ersten Verbrauchermarkt des Unternehmens, 1978 das Multi-Center in Böblingen auf der Hulb. Ende der 1970er Jahre und mehr noch in den 1980er-Jahren übernahm Kriegbaum Firmen (Broma, Hieber Gerlingen und Kolossa) ähnlicher Struktur. Im Zuge dieser Expansion stieg die Belegschaft bis 1988 auf 4.500 Mitarbeiter.
Die Söhne Richard und Siegfried traten 1989 bzw. 1993 in das Unternehmen ein. 1990 wurde die Schempp-Gruppe (topkauf und topkauf Bau Center) übernommen. Das erste Multi City-Innenstadt-Center in Balingen wurde 1993 eröffnet. In den Jahren 1993 und 1994 übernahm Kriegbaum insgesamt 22 Baumärkte von Massa und Praktiker. 1994 wurde ein neues Design entwickelt und umgesetzt. 1996 wurde in Leipzig das erste Multi-Center in den neuen Bundesländern eröffnet. Ihm folgte im Herbst 1996 das Center in Potsdam, im September 1997 das Multi-Center in Berlin-Wedding. Im Frühjahr 1997 wurde mit dem RemsPark in Waiblingen das erste klassische Shopping-Center der Unternehmensgruppe in völlig neuer Konzeption eröffnet. Der Bau des Logistikzentrums Multi Express in Bondorf wurde zum Jahreswechsel 1997/1998 abgeschlossen. 1998 war Kriegbaum an 79 Standorten mit 100 Verkaufsstellen, fünf Auslieferungslagern, 17 Restaurants, 20 Tankstellen sowie dem Fleisch- und Wurst-Produktionsbetrieb Meister vertreten.
Zuletzt wurden 27 SB-Warenhäuser, 16 Verbraucher- und 35 Bau-, vier Groß- und 14 Nahversorgungsmärkte betrieben, die unter Kriegbaum Cash & Carry (vormals SB-Halle; Großhandel), Multi-Center (vormals auch Broma, Kolossa bzw. topkauf; SB-Warenhäuser), multi-markt (vormals auch Hieber; Verbrauchermärkte), Multi City (Einkaufszentren), Vorteilkauf (vormals auch topkauf; Nahversorgermärkte), Topbau Center (zuvor auch topkauf Bau Center bzw. multi-bau; Baumärkte), City Company (Modemärkte; 1996 aufgegeben) und EKZ (Non-Food-Bereiche von heutigen SB-Warenhäusern der Edeka Südwest) firmierten. Außerdem baute und managte man Shopping-Center wie u. a. den RemsPark in Waiblingen, das Stern Center in Sindelfingen und das Park-Center in Berlin-Treptow. Zuständig hierfür war die Kriegbaum-Tochtergesellschaft Center Plan Management. Die Kriegbaum-Gruppe beschäftigte 9.000 Mitarbeiter, davon 5.650 in Vollzeit.

### Verkauf
Rückwirkend zum 1. März 1998 verkaufte Richard Kriegbaum, Emil Kriegbaums Enkel, das Unternehmen für geschätzte 1,2 Milliarden Mark (≈ 613 Millionen Euro) an die Metro AG, die Zustimmung des Bundeskartellamts erfolgte am 10. September 1998. Die Böblinger Firmenzentrale wurde 1999 aufgelöst, die SB-Warenhäuser und Verbrauchermärkte ab einer Fläche von ca. 4000 Quadratmetern in real und die reinen Lebensmittelmärkte unter dem Namen multi-markt mit einer Fläche von 1500 bis ca. 4000 Quadratmetern in extra umgeflaggt. Die an Real weitergereichten Märkte sollten dabei bis Mai 1999 auf das Erscheinungsbild von Real umgestellt werden, allerdings dauerte dieser Vorgang länger als geplant. Die Baumärkte, von denen manche noch eine Zeit lang Topbau Center hießen, andere in extra Bau + Hobby umbenannt wurden, gehörten dann bis zu dessen Auflösung zum Baumarktkonzern Praktiker. Die Sparte Vorteilkauf samt ihrer Märkte mit einem Gesamtumsatz von ca. 100 Millionen Mark und der Zustellgroßhandel gingen an die Edeka Handelsgesellschaft Baden-Württemberg, einem Teil der heutigen Edeka Südwest.

## Tochtergesellschaften

### Meister
Mit Meister betrieb die Kriegbaum-Gruppe einen eigenen Herstellungsbetrieb von Wurst- und Fleischwaren. Dazu wurde 1988 mit den Planungen und dem Bau eines Fleischwerks in Gäufelden begonnen, das 1991 fertiggestellt und in Betrieb genommen wurde. Nach der Übernahme durch die Metro AG waren Waren der Marke Meister sowohl bei der Metro selbst, als auch bei den Töchtern Extra und Real zu finden. Mit der Zerschlagung Reals wurde auch das Fleischwerk weiterveräußert. Es wurde 2021 von der Rewe Group übernommen und in die Sparte Wilhelm Brandenburg integriert.

### Multi-Express

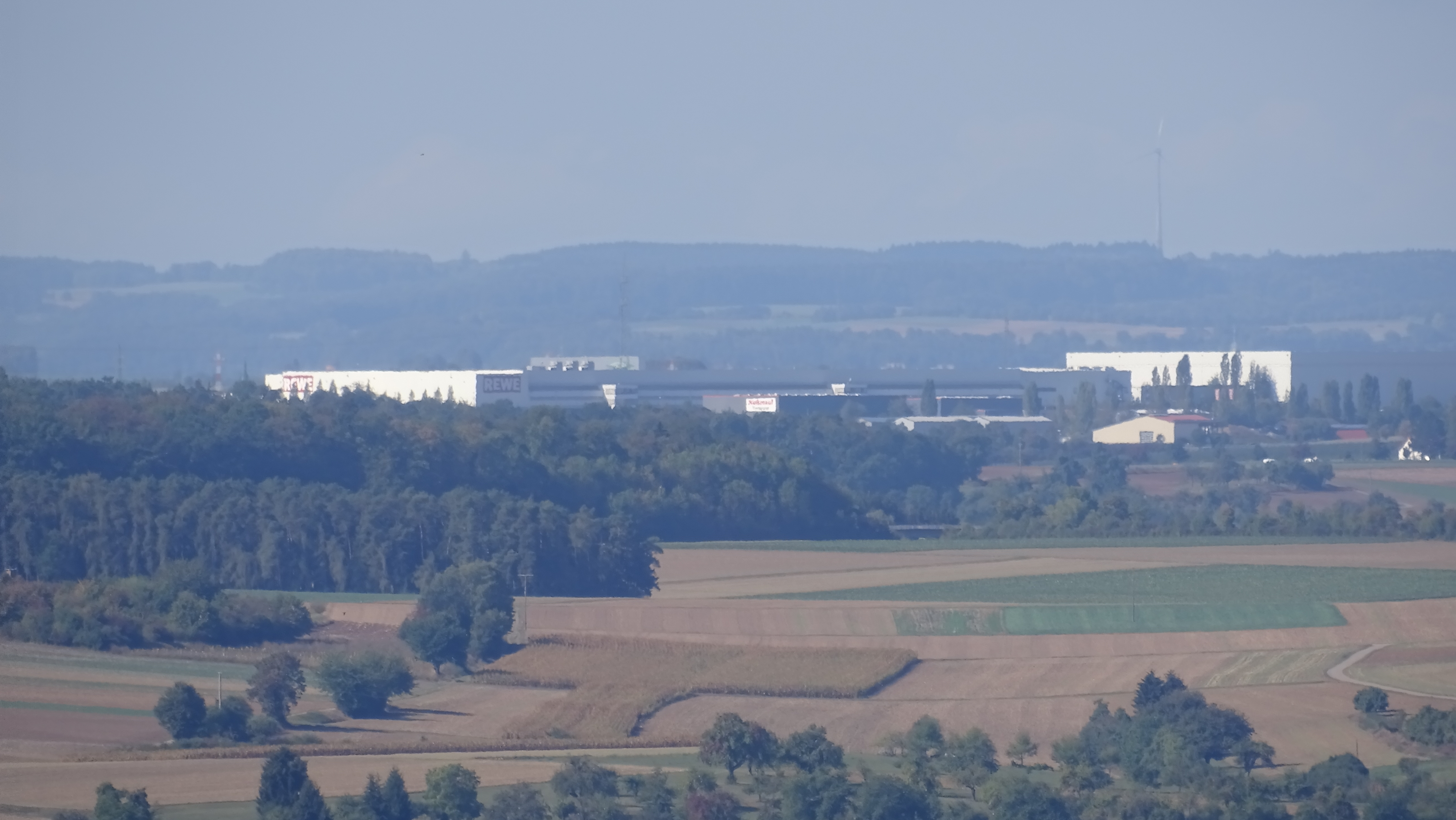
Logistikzentrum in Bondorf.

Mit Multi-Express sollte 1998 die Kriegbaum-Gruppe am Standort Bondorf auf einem Gesamtareal von 17 ha ein Logistikzentrum unterhalten, mit dem Verkauf an die Metro AG wurde das Areal direkt nach Fertigstellung des Logistikzentrums weiterveräußert. Das Logistikzentrum direkt an der Autobahn wird seither von verschiedenen Paketdiensten und Speditionen genutzt.

## Eigenmarken
Kriegbaum führte sowohl im Non-Food- als auch im Food-Bereich verschiedene Handelsmarken, u. a.:
- Kliffreiter / Lilienthal: Lebensmittel & Non-Food
- Naturzeit: Bio-Lebensmittel; in Kooperation mit dem Bioland-Landesverband Baden-Württemberg[2]
- Mühlenbäcker – Frisch und Lecker: Backwaren[2]
- Schönbuch Landnudeln: Regionale Teigwaren[2]
- Mönchsgold / Gäufelder: Fleisch und Wurst von Meister, Käse[2]
- Youkon: Bekleidung und Schuhe[2]
- Multi-Mini: Lebensmittel (Tiefpreisprogramm); wurde bei Angleichung auf das real-Sortiment durch die Marke TiP ersetzt[11]

## Logos

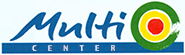
Logo der Multi Center
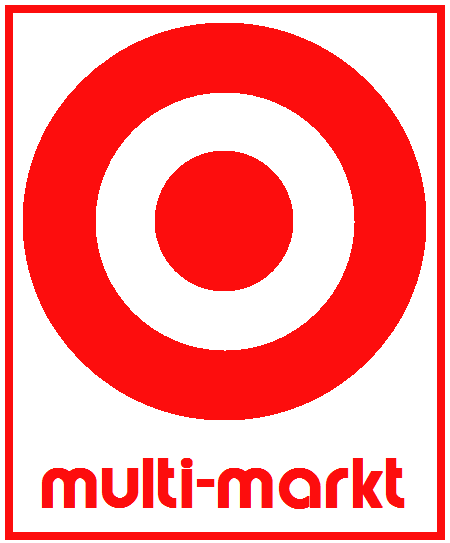
Logo der Multi-Märkte